# Almaleea
Almaleea es un género de plantas con cinco especies perteneciente a la familia Fabaceae. Es originario de Australia.

## Taxonomía
El género fue descrito por Crisp & P.H.Weston y publicado en Telopea 4(2): 309–311. 1991.

## Especies aceptadas
A continuación se brinda un listado de las especies del género Almaleea aceptadas hasta julio de 2014, ordenadas alfabéticamente. Para cada una se indica el nombre binomial seguido del autor, abreviado según las convenciones y usos.	
- Almaleea cambagei (Maiden & Betcke) Crisp & P.H.W
- Almaleea capitata (J.H.Willis) Crisp & P.H.Weston
- Almaleea incurvata (A.Cunn.) Crisp & P.H.Weston
- Almaleea paludosa (J.Thompson) Crisp & P.H.Weston
- Almaleea subumbellata (Hook.) Crisp & P.H.Weston